# Міллікен (Колорадо)
Міллікен (англ. Milliken) — місто (англ. town) в США, в окрузі Велд штату Колорадо. Населення — 8386 осіб (2020).

## Географія
Міллікен розташований за координатами 40°18′34″ пн. ш. 104°51′19″ зх. д. / 40.30944° пн. ш. 104.85528° зх. д. (40.309512, -104.855262).  За даними Бюро перепису населення США в 2010 році місто мало площу 30,59 км², з яких 30,38 км² — суходіл та 0,21 км² — водойми. В 2017 році площа становила 32,76 км², з яких 32,54 км² — суходіл та 0,22 км² — водойми.

## Демографія
Згідно з переписом 2010 року, у місті мешкало 5610 осіб у 1861 домогосподарстві у складі 1516 родин. Густота населення становила 183 особи/км².  Було 1978 помешкань (65/км²).
Расовий склад населення:
| - 82,1 % — білих - 0,9 % — азіатів - 0,5 % — корінних американців - 0,4 % — чорних або афроамериканців - 13,2 % — осіб інших рас |

До двох чи більше рас належало 2,9 %. Частка іспаномовних становила 28,1 % від усіх жителів.
За віковим діапазоном населення розподілялося таким чином: 32,7 % — особи молодші 18 років, 60,5 % — особи у віці 18—64 років, 6,8 % — особи у віці 65 років та старші. Медіана віку мешканця становила 31,0 року. На 100 осіб жіночої статі у місті припадало 99,1 чоловіків;  на 100 жінок у віці від 18 років та старших — 97,9 чоловіків також старших 18 років.
Середній дохід на одне домашнє господарство  становив 82 406 доларів США (медіана — 72 273), а середній дохід на одну сім'ю — 87 380 доларів (медіана — 75 876). Медіана доходів становила 48 571 долар для чоловіків та 39 063 долари для жінок. За межею бідності перебувало 3,0 % осіб, у тому числі 3,0 % дітей у віці до 18 років та 0,0 % осіб у віці 65 років та старших.
Цивільне працевлаштоване населення становило 3312 особи. Основні галузі зайнятості: науковці, спеціалісти, менеджери — 14,9 %, освіта, охорона здоров'я та соціальна допомога — 14,2 %, виробництво — 13,7 %.